# La Fabrica
 (décembre 2024).
La Fabrica (typographié FabricA) est un lieu de répétition, de résidence pour les artistes et une salle de spectacle située à Avignon en France. 
Elle est orthographiée « FabricA » par ses promoteurs, avec un A majuscule final, en référence au Festival d'Avignon. 
Imaginée par l'architecte Maria Godlewska,,, elle est créée en juillet 2013, et devient la seule salle permanente du Festival d'Avignon,.

## Origine et sens du projet
Ce projet a été porté par Vincent Baudriller et Hortense Archambault, co-directeurs du Festival de 2004 à 2013. 
Ils ont conçu La FabricA comme un outil au soutien de la création théâtrale,. 
Ils répondent au souhait de Jean Vilar, fondateur du Festival. Il exprimait dès 1966 la nécessité d'un « lieu de travail et de répétitions » pour les artistes et les productions.

## Enjeux

### Artistiques
Depuis 2004, Hortense Archambault et Vincent Baudriller, co-directeurs du Festival d'Avignon, voulaient disposer d’un espace de répétition et de résidence, dédié aux artistes invités à créer des spectacles pour le Festival. Les troupes ne pouvaient pas répéter sur place avant leurs représentations dans la Cour d'Honneur du Palais des Papes. 

Vincent Baudriller commente le propos du metteur en scène Christophe Marthaler, qui avait reproché au Festival son incapacité à l'inviter :
Il avait en partie raison. Notre mission est aussi de repousser les limites du Festival, et la FabricA est une réponse à cela. Un outil de travail pour faire de la production, et notamment réussir des productions audacieuses dans l'endroit où nous sommes le plus regardés, à savoir la Cour d'Honneur du Palais des Papes. Un endroit où l'on puisse inviter des spectacles étonnants, en fonction de l'évolution d'un art de plus en plus technique (tout ne peut aller en plein air ou en plein vent).

### Politiques et sociaux
Initialement prévue sur l'île de la Barthelasse, l’implantation de La FabricA a été relocalisée au croisement des quartiers populaires, en pleine requalification urbaine de Champfleury et de Monclar, à l'ouest d'Avignon,. Située au 11 rue Paul Achard, La FabricA se trouve à 1 km des remparts. 
Ce choix d’une implantation « hors les murs » montre une volonté d’élargir l’audience du Festival d’Avignon et de ses créations, et de renforcer le lien entre l'art et les populations locales,,. 
La FabricA participe à la décentralisation culturelle . Des projets artistiques y sont menés tout au long de l’année, en lien avec les habitants des quartiers voisins, notamment les jeunes. L'objectif est de toucher toutes les catégories sociales,.

## Financement et gestion
Le financement de La FabricA a débuté en 2007. Une première contribution de 2,5 millions d’euros provient de l’État et de la Région Provence-Alpes-Côte d'Azur. Trois ans plus tard, le coût du projet nécessite 5 millions d’euros supplémentaires. 
Inscrit au plan État-Région 2007-2013, le projet a bénéficié du soutien financier du Ministère de la Culture et de la Communication ainsi que des collectivités territoriales : la Ville d'Avignon, le Conseil Général du Vaucluse et la Région PACA. 
Au total, la construction de La FabricA est un investissement global de 10 millions d’euros, dont 7 millions consacrés aux travaux. Le chantier démarre en 2012 et s'achève onze mois plus tard, en juin 2013,.
La FabricA est ouverte depuis le 6 juillet 2013. Le lieu a été inauguré en mai 2013 par Aurélie Filippetti.
La FabricA est gérée par le Festival d'Avignon. Il en assure la programmation, la gestion administrative et le développement des actions culturelles de l'année,.

## Caractéristiques
Le maître d'ouvrage est le Festival d'Avignon, il réunit les concepteurs suivants :
- l'architecte Maria Godlewska ;
- le scénographe Thierry Guignard ;
- l'acousticien Echologos[1].

La FabricA  s'étend sur une surface de 3920 mètres carrés, elle est constituée de trois unités reliées entre elles :
- Une salle de répétition et de spectacle. Conçue pour accueillir le travail des spectacles destinés à la Cour d'honneur, elle en reproduit les dimensions exactes : un plateau de 38,2 mètres sur 23,4 mètres, avec une hauteur de 10,5 mètres sous passerelle et 12 mètres sous grill, le tout sur une superficie totale de 900 m². L'espace est modulable, s'adaptant à des configurations debout ou assises. En plus d'être un lieu de répétition, La FabricA accueille des représentations, pendant le Festival d'Avignon et le reste de l'année ;
- Un espace de vie : dix-huit logements, organisés autour d'un patio central, inspiré des cloîtres d'Avignon, une salle à manger et une cuisine. Ce cadre permet aux équipes artistiques de vivre et travailler sur place ;
- Un atelier technique, soit un espace multifonctionnel, conçu pour répondre aux besoins de la création artistique. Il comprend un espace de stockage de 200 m² pour le matériel, un atelier de fabrication dédié aux petits travaux de menuiserie et de serrurerie, ainsi qu’un studio audiovisuel pour produire des supports sonores et vidéo pour les créations en cours[1],[15].

Un atelier de construction de décors est prévu lorsque les financements seront réunis.

## Les événements à la FabricA

### Les représentations depuis l'ouverture du lieu
En 2013 : 
- Ouvert ! du Groupe F[17] ;
- Faust I + II de Nicolas Stemann[18], d'après un texte de Johann Wolfgang von Goethe ;
- Kabaret warszawski (Cabaret Varsovie) de Krzysztof Warlikowski[19].

En 2014 : 
- Orlando ou l'Impatience d'Olivier Py[20] ;
- Henry VI de Thomas Jolly[21], d'après William Shakespeare.

En 2015 :
- Wycinka Holzfällen (Des arbres à abattre) de Krystian Lupa[22], d'après Thomas Bernhard ;
- barbarians, chorégraphie d'Hofesh Shechter[23] ;
- Cuando vuelva a casa, voy a ser otro (Quand je rentrerai à la maison je serai un autre) de Mariano Pensotti[24].

En 2016 :
- Les Âmes mortes de Kirill Serebrennikov[25], d'après Nicolas Gogol ;
- 2666 de Julien Gosselin[26], d'après Roberto Bolaño.

En 2017 :
- Les Parisiens d'Olivier Py[27] ;
- The Great Tamer de Dimitris Papaioannou[28].

En 2018 :
- Joueurs, Mao II, Les Noms de Julien Gosselin[29], d'après Don DeLillo ;
- Arctique de Anne-Cécile Vandalem[30].

En 2019 :
- Lewis versus Alice de Macha Makeïeff[31], d'après Lewis Carroll ;
- Pelléas et Mélisande de Julie Duclos[32], d'après Maurice Maeterlinck.

En 2020 :
- Samson de Brett Bailey[33] ;
- Freud de Ivo van Hove[34], d'après Jean-Paul Sartre ;
- Le Jeu des Ombres de Jean Bellorini[35], d'après Valère Novarina.

En 2021 :
- INK de Dimitris Papaioannou[36] ;
- FRATERNITÉ, Conte fantastique de Caroline Guiela Nguyen[37].

En 2022 :
- t u m u l u s de François Chaignaud et Geoffroy Jourdain[38] ;
- Le Nid de Cendres de Simon Falguières[39].

En 2023 :
- The Confessions de Alexander Zeldin[40] ;
- EXIT ABOVE, after the tempest de Anne Teresa De Keersmaeker, Meskerem Mees, Jean-Marie Aerts et Carlos Garbin[41].

En 2024 :
- Forever (Immersion dans Café Müller de Pina Bausch) de Boris Charmatz[42] ;
- Absalon, Absalon ! de Séverine Chavrier[43], d'après William Faulkner.

### Les rencontres publiques
- Lundi 28 octobre 2013 : avec Nathalie Garraud et Olivier Saccomano à propos de Othello[44].
- Mercredi 13 novembre 2013 : avec Thomas Jolly à propos de Henry VI[45].
- Lundi 9 décembre 2013 : avec Olivier Py à propos de Orlando ou l'Impatience[46].
- Jeudi 30 janvier 2014 : avec Fabrice Murgia à propos de Notre peur de n'être[47].
- Lundi 17 février 2014 : avec Julie Nioche à propos de Matter[48].
- Lundi 20 octobre 2014 : avec Olivier Py à propos de Hacia la alegría[49].
- Lundi 24 novembre 2014 : avec le chorégraphe Fabrice Lambert à propos de Jamais assez[50].
- Mardi 16 décembre 2014 : avec Pierre Meunier et Marguerite Bordat à propos de Forbidden di sporgersi[51].
- Lundi 13 avril 2015 : avec Jonathan Châtel à propos de Andreas[52].
- Mardi 26 janvier 2016 : avec Julien Josselin à propos de 2666[53].
- Lundi 11 janvier 2016 : Et vous, la République ? Parole aux jeunes , un rendez-vous commémoratif rassemblant 74 jeunes invités à s'exprimer sur les valeurs de la république, un an après les marches citoyennes en hommage à Charlie Hebdo[54],[55].
- Mardi 23 février 2016 : avec Aurélien Bory à propos de Espæce[56].
- Mardi 19 avril 2016 : avec Madeleine Louarn à propos de Ludwig, un roi sur la lune[57].
- Mardi 24 janvier 2017 : avec Serge Aimé Coulibaly à propos de Kalakuta Republik[58].
- Mardi 4 avril 2017 : avec Radhouane El Meddeb à propos de Face à la mer, pour que les larmes deviennent des éclats de rire[59].
- 22 novembre 2016 : avec Robin Renucci à propos de L'Enfance à l'œuvre[60].
- 13 décembre 2016 : avec Caroline Guiela Nguyen à propos de Saïgon[61].
- 27 février 2017 : avec Le Birgit Ensemble à propos de Memories of Sarajevo et Dans les ruines d'Athènes[62].
- Mardi 20 février 2018 : avec Richard Brunel à propos de Certaines n'avaient jamais vu la mer[63].
- Du mercredi 8 novembre au samedi 2 décembre 2018 : Le Micro-Folie Festival d'Avignon, un projet de musée numérique qui propose au public une expérience immersive au cœur de l'art et de la culture, en mettant en avant 250 chefs-d'œuvre issus d'institutions et de musées nationaux[64],[65].
- 12 décembre 2017 : avec Ahmed El Attar à propos de Mama[66].
- 23 janvier 2018 : avec Emanuel Gat à propos de Story Water[67].
- 16 octobre 2018 : avec Pascal Rambert à propos de Architecture[68].
- 13 novembre 2018 : avec Julie Duclos à propos de Pelléas et Mélisande[69] ;
- 4 décembre 2018 : avec Olivier Py à propos de l'Amour vainqueur[70].
- 15 janvier 2019 : avec Alexandra Badea à propos de Points de non-retour [Quais de Seine][71].
- 5 février 2019 : avec Roland Auzet à propos de Nous l'Europe ou le banquet des peuples[72].
- 15 octobre 2019 : avec Tiphaine Raffier à propos de Création 4[73].
- 12 novembre 2019 : avec Anne Théron à propos de Condor[74].
- 10 décembre 2019 : avec Rosalba Torres Guerrero à propos de Lamenta[75].
- 20 janvier 2020 : avec Laëtitia Guédon à propos de Penthésilé·e·s - Amazonomachies[76].
- 11 février 2020 : avec Yngvild Aspeli à propos de Moby Dick[77].

### Conférence de presse
- 27 septembre 2014 : la French Tech Culture (label unique en France attribué à la ville d'Avignon)[78].